# Incidente del Yangtsé
El incidente del Yangtsé es uno de los episodios de la Guerra Fría en el que un barco de la Royal Navy, la fragata HMS Amethyst, fue cañoneado por las fuerzas del Ejército de Liberación Popular mientras servía de barco de guardia en el interior del río Yangtsé.

## Desarrollo
El 20 de abril de 1949, la HMS Amethyst estaba en camino entre Shanghái a Nankín, en el río Yangtsé, para reemplazar al HMS Consort, el cual estaba estacionado como barco de guardia para la embajada británica debido a la guerra civil china entre el Kuomintang (KMT) y los comunistas chinos. Aproximadamente a las 8:31, después de unas salvas de fuego de armas livianas, un cañón de campaña del Ejército de Liberación Popular (ELP) en la ribera norte del río disparó 10 proyectiles, los cuales cayeron muy cerca del barco, pero se asumió erróneamente como parte del bombardeo diario de los nacionalistas hacia el norte. Se aumentó la velocidad del barco y un par de grandes banderas del Reino Unido fueron desplegadas a ambos lados del barco, después de lo cual no hubo más disparos.

## Ataque inicial
Hacia las 9:30 horas, la fragata se aproximó a Jiangyin (Kiangyin) desde el río, y quedó bajo fuego sostenido de otra batería del ELP. El primer proyectil pasó por encima del barco, pero el segundo le dio de lleno a la sala de timones, hiriendo gravemente al timonel y haciendo encallar a la Amethyst en Rose Island. El puente también fue alcanzado, hiriendo mortalmente al teniente comandante B. M. Skinner e hiriendo al primer teniente Geoffrey Weston, antes de que pudiera pasar la orden del capitán de devolver el fuego. Otros proyectiles del ELP explotaron en la bodega, en la sala de máquinas de babor y, finalmente, en el generador, justo antes de la última transmisión del herido Weston: 

"Bajo fuego pesado. encallado en posición 31°10′N 119°50′E / 31.167, 119.833. Gran número de bajas."
Primer Teniente  Geoffrey Weston

La pérdida de energía deshabilitó el girocompás y los controles de disparo accionados eléctricamente. La Amethyst era un blanco a la deriva necesitado de ayuda.

## La Amethyst encalla
La fragata había encallado, de manera que ninguna de las dos torretas de proa podían responder al fuego de las baterías del ELP, dejando a la solitaria torreta de popa responder trece salvas antes de ser alcanzada a su vez. La torreta remanente disparó unas 13 salvas, hasta que Weston ordenó el cese del fuego con la esperanza de que provocara lo mismo en el ELP. Las baterías de costa, sin embargo, no solo continuaron el fuego, sino que agregaron artillería pesada, causando más daños y más bajas al barco. Weston ordenó a los hombres ilesos que asumieran posiciones de tirador con fusiles Lee-Enfield y ametralladoras Bren, preparándose para repeler el abordaje.
En algún momento, entre las 10:00 y las 10:30, Weston ordenó la evacuación de la mayoría de la tripulación. Se ordenó que todo hombre capaz de nadar saltara por la borda, mientras que a los que no sabían nadar y a los heridos que caminaban se les ordenó ocupar uno de los botes salvavidas que no había sido dañado. 49 marinos y tres chinos de servicio nadaron hasta la ribera bajo control del Kuomintang, pero muchos fueron alcanzados por el fuego de ametralladoras y artillería del ELP mientras todavía nadaban. Los que sobrevivieron fueron ingresados a un hospital nacionalista cercano, y después llevados en camiones a Shanghái. A bordo quedaban 40 hombres ilesos, 12 heridos y 15 muertos. El cañoneo había parado, pero nadie se podía mover por los francotiradores del ELP.

## El impase
Hasta que cesó el tiroteo, a las 11:00, había 22 muertos y 31 heridos en total. La Amethyst había recibido 31 impactos y los orificios bajo la línea de flotación fueron tapados con colchones y ropa de cama. Durante este periodo, la HMS Consort fue avistada con siete Insignias y tres banderas del Reino Unido, navegando desde Nankín a 29 nudos. La Consort también quedó bajo fuego, pero respondió con su cañón naval de 4,5 pulgadas (114 mm), destruyendo las baterías costeras enemigas antes de aparejarse con la Amethyst. La HMS Consort giró todos sus cañones, amenazando las baterías del lado norte (comunistas) y destruyendo una posición enemiga. Sin embargo, la Consort quedó bajo fuego pesado y debió abandonar el intento con 10 muertos y tres heridos.
El teniente Geoffrey Weston reflotó la Amethyst el 22 de abril, moviéndola fuera del alcance de la artillería del ELP. El agregado naval británico teniente comandante John Simon Kerans abordó el buque, asumiendo su comando.
El 26 de abril, el intento por liberar a la Amethyst de los bajíos barrosos fue exitoso, y el barco se movió alejándose de las baterías hacia Fu Te Wei. Más tarde, ese día se recibió una señal:

 "Los barcos HM London y Black Swan se están moviendo hacia arriba por el río para escoltar a la Amethyst corriente abajo. Prepárense para moverse." 

El crucero London y la fragata Black Swan habían sido cañoneados severamente en su intento de liberar a la Amethyst y se retiraban con tres muertos y 14 heridos.
En los registros chinos, esta batalla ocurrió el  22 de abril. Las bajas chinas fueron de 252 soldados muertos por los duelos de artillería.

## Comienzan las negociaciones
La Amethyst permaneció bajo la guardia del ELP por 10 semanas, con los suministros vitales a la vista del barco. Las negociaciones fallaron porque Kerans no aceptó las afirmaciones del mayor Kung de que primero habían invadido erróneamente las aguas nacionalistas, y habían disparado a los comunistas por error, en tanto los comunistas (y más tarde la República Popular China) no aceptaban los tratados previos entre gobiernos chinos anteriores y los británicos; insistían en que era ilegal el cruce del río Yangtsé por parte de la Amethyst. El 30 de abril, el ELP demandó que Estados Unidos, Gran Bretaña y Francia retiraran rápidamente sus fuerzas armadas de toda China. Un punto interesante es que el comandante del Ejército de Liberación Popular Ye Fei admitió que sus tropas habían disparado primero, pero no se reveló esto hasta recientemente; durante toda la negociación, los chinos sostuvieron la tesis de que los británicos habían disparado primero.

## La Amethyst se fuga
El 30 de julio de 1949, la Amethyst soltó amarras y se dejó llevar silenciosamente corriente abajo durante la noche, recorriendo un tramo de 104 millas, mientras recibía disparos de las fuerzas comunistas desde ambos lados del río. Siguió al barco mercante Kiang Ling Liberation, el cual mostraba el camino frente a los bajíos y distraía al ELP. A las 5:00 horas del 31 de julio, la Amethyst se aproximó a los fuertes del ELP en Wusong (Woosung) y  Par Shan con sus reflectores recorriendo el río. La Amethyst rompió el silencio a máxima velocidad e hizo contacto con el HMS Concord antes de arribar a Hong Kong, el 11 de agosto de 1949, siendo este el mensaje transmitido: "Have rejoined the fleet off Woosung... God save the King. (Nos reunimos con la flota cerca de Woosung... Dios salve al Rey)"
Los registros chinos indican que se dio el "alto" a la Amethyst, pero en vez de obedecer abrió fuego, escapando del río Yangtsé, no sin antes colisionar con varios juncos y hundirlos.

## Radio
La serie radiofónica estadounidense Suspense incluyó un programa llamado Log of the Marne (22 de octubre de 1951), basado en gran parte en el incidente del Yangtsé.

## Películas
En la película de 1957 Yangtse Incident: The Story of HMS Amethyst (distribuida como Battle Hell en Estados Unidos, y también como Escape of the Amethyst y Their Greatest Glory), protagonizada por Richard Todd como Kerans, y el Amethyst en su propio rol. Como sus motores no funcionaban desde hacía tiempo, algunas tomas se hicieron en su nave gemela, la Magpie.